# Aphanes floribunda
Aphanes floribunda är en rosväxtart som först beskrevs av Svante Samuel Murbeck, och fick sitt nu gällande namn av Werner Hugo Paul Rothmaler. Aphanes floribunda ingår i släktet jungfrukammar, och familjen rosväxter. Inga underarter finns listade i Catalogue of Life.